# Ol Chiki

Ol Chiki

Ol Chiki (ᱚᱞ ᱪᱤᱠᱤ [ɔl ˈciki] Schreibsymbol, Schreibschrift), manchmal auch Ol Chemet’ ( [ɔl cemet̚] schreiben lernen) genannt, ist eine Schrift, die zum Schreiben der in Indien gesprochenen Munda-Sprache Santali dient. Die Schrift ist rechtsläufig.
Während alle anderen autochthonen indischen Schriften auf die Brahmi-Schrift zurückgehen, gehört Ol Chiki nicht zum indischen Schriftenkreis.

## Geschichte
Herkömmlicherweise werden Munda-Sprachen mit den Schriften der benachbarten indoarischen Sprachen Hindi, Bengalisch und Oriya oder mit der von christlichen Missionaren eingeführten Lateinschrift geschrieben. In der ersten Hälfte des 20. Jahrhunderts wurde von Raghunath Murmu (1905–1982) eigens für Santali die neue Schrift Ol Chiki geschaffen. Sie sollte auch für andere Munda-Sprachen geeignet sein. Schon früh wurde versucht, die Entstehung dieser Schrift auf göttliche Einwirkung zurückzuführen. Auf der Home Page der Santals liest man hierzu: „Die epochale Erfindung der Ol-Chiki-Schrift wurde 1925 enthüllt. In dem Roman Bidu Chandan hat er [das heißt Murmu] anschaulich beschrieben, wie der Gott Bidu und die Göttin Chandan auf Erden als menschliche Wesen erschienen und auf natürliche Weise die Ol-Chiki-Schrift erfanden, um miteinander in geschriebenem Santali kommunizieren zu können.“
Es gibt einige Santali-Zeitungen in Ol Chiki. Das Verwenden dieser Schrift wird von den Santals stark propagiert (siehe Internetseite). Die Regierungen der Staaten Orissa und Bengalen haben Ol Chiki schon akzeptiert. Die Schrift ist zwar noch nicht offizielles Schreibmedium geworden. Angesichts der Tatsache, dass Santali inzwischen Amtssprache ist, kann man dies jedoch erwarten.

## Typologische Einordnung
Wesentliches Kennzeichen von Ol Chiki ist, dass im Gegensatz zur Brahmi-Schrift und ihren Abkömmlingen alle Vokale voll geschrieben werden. Damit sind wie in den europäischen Schriften Konsonanten und Vokale in jeder Position graphisch gleichrangig. Ol Chiki ist also eine echte Buchstabenschrift. Sie gibt den Phonembestand des Santali weitgehend, aber nicht vollständig wieder. Es fehlen Zeichen für einige Vokale und für die synchron phonemischen aspirierten Plosive; stattdessen gibt es ein Diakritikum für Aspiration.
Eine Besonderheit stellen die beiden Diakritika zum Öffnen und Schließen einer Junktur dar.

## Namen und Form der Zeichen
Für die Form der Schriftzeichen gab es offenbar keine Vorbilder. Allenfalls bei den beiden Vokalen ᱚ [ɔ] und ᱟ [a] könnte die Bengali- (অ আ) oder die Devanagari-Schrift (अ आ) Pate gestanden haben. Alle Buchstaben sind stark stilisierte Darstellungen von Objekten und Vorgängen aus der Umwelt der Santals. Es wurden solche Objekte gewählt, die jedem Santal vertraut sind, und zu deren Bezeichnung im Santali einsilbige, aus einem oder zwei Lauten bestehende Wörter dienen. Diese sind zugleich die Namen der Buchstaben. Die Namen der Vokale bestehen nur aus einem Vokal; das zugehörige Zeichen steht für diesen Laut. Die Namen der Konsonanten bestehen aus Vokal + Konsonant, wobei das Zeichen für diesen Konsonanten steht (vergleiche deutsch „ef“ für ‹f›, „em“ für ‹m›).
Die Spalten der folgenden Tabelle zeigen nacheinander das Zeichen, die Beschreibung der Form, den Lautwert in der üblichen lateinischen Schreibweise und in IPA-Umschrift, den Namen des Zeichens, die Aussprache des Namens in Lateinschrift und in IPA-Umschrift und die Bedeutung des Namens, so weit sie ermittelt werden konnte.
| Buchstabe | Name | IPA       | Transliteration | Transliteration | Transliteration | Transliteration | Transliteration | Form                                                            |
| Buchstabe | Name | IPA       | ALA-LC          | Zide            | Deva.           | Beng.           | Odia            | Form                                                            |
| --------- | ---- | --------- | --------------- | --------------- | --------------- | --------------- | --------------- | --------------------------------------------------------------- |
| ᱚ         | la   | /ɔ/       | a               | ọ               | अ               | অ               | ଅ               | brennendes Feuer                                                |
| ᱛ         | at   | /t/       | t               | t               | त               | ত               | ତ୍               | Erdkugel                                                        |
| ᱜ         | ag   | /k’/, /g/ | g               | k’              | ग               | গ               | ଗ୍               | sich erbrechender Mund                                          |
| ᱝ         | ang  | /ŋ/       | ṃ               | ṅ               | ं                | ং                | ଂ                | blasender Mund                                                  |
| ᱞ         | al   | /l/       | l               | l               | ल               | ল               | ଲ୍               | schreiben                                                       |
| ᱟ         | laa  | /a/       | ā               | a               | आ               | আ               | ଆ               | Feldarbeit mit einem Spaten                                     |
| ᱠ         | aak  | /k/       | k               | k               | क               | ক               | କ୍               | Ruf eines Schwans                                               |
| ᱡ         | aaj  | /c’/, /ɟ/ | j               | c’              | ज               | জ               | ଜ୍               | Person, die mit der rechten Hand auf eine dritte Person zeigt   |
| ᱢ         | aam  | /m/       | m               | m               | म               | ম               | ମ୍               | Person, die mit der linken Hand auf eine zweite Person zeigt    |
| ᱣ         | aaw  | /w/, /v/  | w               | w               | व               | ওয়              | ୱ୍               | sich öffnende Lippen                                            |
| ᱤ         | li   | /i/       | i               | i               | इ               | ই               | ଇ               | sich neigender Baum                                             |
| ᱥ         | is   | /s/       | s               | s               | स               | স               | ସ୍               | Pflug                                                           |
| ᱦ         | ih   | /ʔ/, /h/  | ẖ               | h               | ह               | হ               | ହ୍               | erhobene Hände                                                  |
| ᱧ         | iny  | /ɲ/       | ñ               | ñ               | ञ               | ঞ               | ଞ୍               | Person, die mit der linken Hand auf sich selbst zeigt           |
| ᱨ         | ir   | /r/       | r               | r               | र               | র               | ର୍               | Sichel                                                          |
| ᱩ         | lu   | /u/       | u               | u               | उ               | উ               | ଉ               | Gefäß zum Bereiten von Essen                                    |
| ᱪ         | uch  | /c/       | c               | c               | च               | চ               | ଚ୍               | Berggipfel                                                      |
| ᱫ         | ud   | /t’/, /d/ | d               | t’              | द               | দ               | ଦ୍               | Pilz                                                            |
| ᱬ         | unn  | /ɳ/       | ṇ               | ṇ               | ण               | ণ               | ଣ୍               | fliegende Biene                                                 |
| ᱭ         | uy   | /j/       | y               | y               | य               | য়               | ୟ୍               | Mann, der sich niederbeugt, um etwas abzuschneiden              |
| ᱮ         | le   | /e/       | e               | e               | ए               | এ               | ଏ               | ihren Lauf ändernde Flüsse                                      |
| ᱯ         | ep   | /p/       | p               | p               | प               | প               | ପ୍               | Person, die mit beiden Händen etwas in Empfang nimmt            |
| ᱰ         | edd  | /ɖ/       | ḍ               | ḍ               | ड               | ড               | ଡ୍               | Mann, der beide Beine gegen seine Brust und seinen Mund streckt |
| ᱱ         | en   | /n/       | n               | n               | न               | ন               | ନ୍               | Korn dreschen mit beiden Beinen                                 |
| ᱲ         | err  | /ɽ/       | ṛ               | ṛ               | ड़               | ড়               | ଡ଼୍               | Weg, der ein Hindernis umgeht                                   |
| ᱳ         | lo   | /o/       | o               | o               | ओ               | ও               | ଓ               | Form des Mundes bei der Aussprache dieses Lauts                 |
| ᱴ         | ott  | /ʈ/       | ṭ               | ṭ               | ट               | ট               | ଟ୍               | Kamelhöcker                                                     |
| ᱵ         | ob   | /p’/, /b/ | b               | p’              | ब               | ব               | ବ୍               | lockiges Haar                                                   |
| ᱶ         | ov   | /w̃/       | ṅ               | w̃               | ङ               | ঙ               | ଙ୍               | nasaliert                                                       |
| ᱷ         | oh   | /ʰ/       | h               | (C)h            | ह               | হ               | ହ୍               | Mann, der etwas mit einer Hand wirft                            |

## Alphabetische Anordnung
Vermutlich angeregt durch die in allen anderen indischen Alphabeten übliche zweidimensionale Anordnung der Zeichen hat man folgende Darstellung gewählt:
Bei der Wahl dieser Anordnung stand offenbar das leichte Memorieren der Reihenfolge anhand der Buchstabennamen im Vordergrund. So stehen in den Zeilen jeweils Zeichen, deren Namen mit demselben Vokal beginnt, hintereinander, z. B. 1. Zeile: ɔ - ɔt - ɔk̚ - ɔŋ - ɔl. Eine phonetische Gruppierung nach Artikulationsstellen und -arten, die eine bedeutende Errungenschaft der übrigen indischen Alphabete ist, wurde demgegenüber offensichtlich bewusst als nachrangig betrachtet. Immerhin enthält die 1. Spalte die Vokale, die 2. Spalte lauter stimmlose Konsonanten, die 3. Spalte größtenteils stimmhafte Plosive mit ihren stimmlosen, „glottalisierten“ Allophonen (soweit vorhanden), die 4. Spalte 5 Nasale und ein nasaliertes [w̃], für welches eigentlich kein eigener Buchstabe erforderlich wäre, die 5. Spalte 5 Sonoranten und 1 Diakritikum für Aspiration. Horizontal sind praktisch keine Gemeinsamkeiten der Artikulation festzustellen.
Dieses Alphabet ist nicht vollständig. Es gibt eine Reihe weiterer Diakritika, mit deren Hilfe u. a. fehlende Vokale dargestellt werden können.

## Ol Chiki und die Phonologie des Santali

### Vokale
Der Grundvorrat an Ol-Chiki-Zeichen deckt nur die folgenden Vokale ab:
Die fehlenden werden durch einen Punkt („Gahla Tudag“ [ɡəhlə ʈuɖək̚]) als Diakritikum aus den obigen Zeichen abgeleitet:
Der lautliche Unterschied zwischen  und  ist nicht klar definiert. Es heißt, es gebe nur einen marginalen phonemischen Unterschied zwischen beiden, und  werde nur selten benutzt.
Als Diakritikum für die Nasalierung wird in Anlehnung an den Anusvara der anderen indischen Schriften ein hochgestellter Punkt („Mu Tudag“ [mu ʈuɖək̚]) verwendet:
Obwohl nach Neukom die Vokallänge nicht distinktiv sein soll, wurde auch hierfür ein Diakritikum („Rela“ [rela]) geschaffen:
Emerson et al. (2002) geben hierzu 2 Beispiele, jedoch keine Minimalpaare.

### Konsonanten
Für folgende Phoneme sind Entsprechungen im Ol-Chiki-Alphabet vorhanden:
Zusätzlich gibt es  für [ɳ]. Dieses ist jedoch nach Neukom kein Phonem, sondern Allophon von /n/ vor retroflexem Plosiv, während Everson et al. (2002) Phonemstatus behaupten.  [w̃] ist nur die nasalierte Version von  [w]. Ob es als eigenes Phonem anzusehen ist, ist unklar.
Aspiration ist synchron betrachtet phonemisch. Sie kommt jedoch vorwiegend bei Entlehnungen aus dem Indoarischen vor und fehlte im Proto-Munda. Diachron wäre es daher verständlich, dass sie bei Ol Chiki mit einem Diakritikum bedacht wird. Fälschlicherweise wird dieses jedoch als „Konsonant“ bezeichnet und ist als solcher (, abgeleitet von ) im „Alphabet“ enthalten. Die Darstellung der Aspiraten erfolgt also als Digraphen (ähnlich der Transliteration für indische Schriften nach ISO 15919):
Ol Chiki trägt der Allophonie zwischen stimmhaften und „glottalisierten“ Plosiven Rechnung, indem sie für beide dasselbe Zeichen vorsieht (3. Spalte des Alphabets).
Es gibt zwei Diakritika, die das Öffnen oder Schließen von Junkturen bewirken und damit die „glottalisierte“ Aussprache von /b/ /d/ /ɟ/ /ɡ/ regeln. Ohne Diakritikum erkennt man eine offene Junktur an einem nachfolgenden Leer- oder Satzzeichen, z. B.  [mit̚] eins;  [dak̚] Wasser. Um „Glottalisierung“ vor nachfolgendem Vokal sicherzustellen, hat man als Diakritikum einen hochgestellten waagerechten Strich „Pharka“ [pʰarka] geschaffen. Er bewirkt also das Öffnen einer Junktur:  [hiɟuk̚ (ʔ)a]. Ohne Diakritikum wäre [hiɟuɡa] zu lesen. Pharka dient allerdings auch als Bindestrich.
Das Gegenstück zu Pharka ist  „Ahad“ [ɔhɔt̚]. Es bewirkt das Schließen einer Junktur und damit die stimmhafte, nicht „glottalisierte“ Aussprache von /b/ /d/ /ɟ/ /ɡ/ im Auslaut, z. B.  [raɟ] Herrschaft gegen  [raɟa] König;  [ɡidrə] Kind. In der Ol-Chiki-Schreibschrift wird Ahad mit dem davor stehenden Konsonanten zu einer Ligatur verbunden.
Die Schreibung des Glottalverschlusses erfolgt durch „h + Ahad“  (kontrahiert zu ). Ein Beispiel hierfür ist [nˀate] hier, in der herkömmlichen lateinischen Schreibweise ‹nhate›.

## Ziffern
Es wurden auch eigene Zahlzeichen geschaffen:
| Ziffer     | 0 | 1 | 2 | 3 | 4 | 5 | 6 | 7 | 8 | 9 |
| ---------- | - | - | - | - | - | - | - | - | - | - |
| Ol Chiki   | ᱐ | ᱑ | ᱒ | ᱓ | ᱔ | ᱕ | ᱖ | ᱗ | ᱘ | ᱙ |
| Bengali    | ০ | ১ | ২ | ৩ | ৪ | ৫ | ৬ | ৭ | ৮ | ৯ |
| Devanagari | ० | १ | २ | ३ | ४ | ५ | ६ | ७ | ८ | ९ |
| Odia       | ୦ | ୧ | ୨ | ୩ | ୪ | ୫ | ୬ | ୭ | ୮ | ୯ |
| Persisch   | ۰ | ۱ | ۲ | ۳ | ۴ | ۵ | ۶ | ۷ | ۸ | ۹ |

## Ol Chiki in Unicode
Der Unicode-Block Ol Chiki umfasst den Bereich von 1C50 bis 1C7F.